# Eudora Welty
Eudora Welty (Jackson, 13 d'abril de 1909 — Jackson, 23 de juliol de 2001) va ser una escriptora estatunidenca, guanyadora del Premi Pulitzer d'Obres de Ficció l'any 1973. Va destacar sobretot per la narració curta en un estil qualificat de Southern Gotic, amb influències de William Faulkner.

## Fotografia
Durant els anys 1930, Welty va treballar com a publicista per a la Works Progress Administration, un treball que la va fer viatjar per tot Mississipi. Welty aprofitava el seu temps per fer fotografies, especialment les que manifestaven els efectes de la Gran Depressió. En aquells dies, va tractar d'exposar les seves fotografies. Es van publicar diverses col·leccions de les seves fotografies, incloent One Time, One Place (1971) i Photographs (1989).

## Obres seleccionades
- The Robber Bridegroom (1942)
- Losing Battles (1970)
- The Optimist's Daughter (1972, premi Pulitzer)
- The Eye of the Story (1978)
- One Writer's Beginnings (1984), una autobiografia